# Uruçuí (ort)
Uruçuí är en ort i Brasilien.   Den ligger i kommunen Uruçuí och delstaten Piauí, i den östra delen av landet, 1 000 km norr om huvudstaden Brasília. Uruçuí ligger 173 meter över havet och antalet invånare är 12 243.
Terrängen runt Uruçuí är platt norrut, men söderut är den kuperad. Uruçuí ligger nere i en dal. Runt Uruçuí är det mycket glesbefolkat, med 2 invånare per kvadratkilometer.. Det finns inga andra samhällen i närheten.
Omgivningarna runt Uruçuí är huvudsakligen savann.